# 新町 (弘前市)
新町（あらまち）は、江戸期から現在にかけての青森県弘前市の地名。郵便番号は036-8364。

## 地理
L字に位置する大字で、当地の南の末端部の道路は茂森町・塩分町に至る。北から東にかけて袋町、東は鷹匠町・馬屋町・上白銀町、南は南袋町・城西、西は西大工町・駒越町・平岡町に接する。

## 歴史
- 正保3年 - 町屋として町割りされているが、まだ町名はない（津軽弘前城之絵図）。
- 慶安2年 - 荒町とあり、西に接する駒越町から東に接する鷹匠町へ至る道が町域で、それより北は紺屋町で、町内には商家15・山師5・居鯖3・檜物屋2・金穿3のほかは酒屋などがあった（弘前古御絵図）。
- 寛文13年 - 新町と表記され、町屋66軒（弘前中惣屋敷絵図）
- 延宝5年 - 誓願寺へ至る南北の町並み江戸町とあるが、誓願寺門前は誓願寺前と、町域を別にしている（弘前惣御絵図）。なお、この江戸町という町名は、弘前藩が寛文5年に奥羽街道を参勤路とするまで当町の前が江戸往来の街道であったことにちなむ（国誌）。
- 天和2年 - 岩木川堀替え工事以後、当地の南の川原に新たに屋敷割りが行われた。
- 宝暦6年 - 町屋132軒と医者1軒がある（荒町支配町屋鋪改大帳）。
- 寛政5年 - 寛政の改革に伴う藩士土着令により藩士が在方へ移住したため、御家中潰町のひとつになった（国日記）。
- 寛政12年 - 阿羅町とあり、町屋110軒がある（分間弘前大絵図）。
- 安政3年 - 町内の家業として造酒8・造醤油1・質座1・絞油5・蝋燭4・室6・菓子8・豆腐8・魚屋4がある（新町支配御役家業調）。
- 明治4年 - 誓願寺門前も、当町域となる。明治以降も商家・工人・住宅雑居の町で、誓願寺前は下新町・旧江戸町は中新町・南側は上新町と通称される。

### 沿革
- 江戸期 - 弘前城下の一町。
- 明治初年～明治22年 - 弘前を冠称。
- 1899年（明治22年） - 弘前市に所属。
- 1967年（昭和42年） - 一部が城西五丁目になる。

### 地名の由来
川原の荒地であったことにちなむ。

## 世帯数と人口
2023年（令和5年）7月1日現在の世帯数と人口は以下の通りである。
| 大字 | 世帯数  | 人口  |
| ---- | ------- | ----- |
| 新町 | 303世帯 | 609人 |

## 施設

### 教育
- 弘前市立城西小学校
- 弘前工業高等学校黄鷹寮

### 医療
- ソレイユ歯科
- 医療法人聖誠会石沢内科胃腸科

### 商業
- さとちょう下町店
（旧、スーパーマーケットみのせ 下町店）
- ゲオ弘前新町店
- さとやクリーニング下町支店
- セブン-イレブン弘前新町店

### 金融
- 東奥信用金庫下町支店

### 寺院
- 誓願寺
- 龍泉寺
- 専求院

## 小・中学校の学区
市立小・中学校に通う場合、学区は以下の通りとなる。
| 大字 | 番地 | 小学校             | 中学校             |
| ---- | ---- | ------------------ | ------------------ |
| 新町 | 全域 | 弘前市立城西小学校 | 弘前市立第二中学校 |

## 交通
- 弘南バス

工業高校前、城西団地入口（弘前駅 - 城西大橋・工業高校経由 - 藤代営業所線、他）停留所。